# Kapazität (galvanische Zelle)
Die Kapazität einer Batterie oder eines Akkumulators – nachfolgend zusammengefasst nur als „Batterie“ bezeichnet – gibt die Menge an elektrischer Ladung {\displaystyle Q} an, die eine Batterie nach der Herstellerangabe liefern bzw. speichern kann. Sie wird angegeben:
- als Nennkapazität CN in Amperestunden (Einheitenzeichen: Ah) – bei einzelnen Zellen auch in Amperesekunden (As) oder Coulomb (C; 1 C entspricht 1 As)

oder
- als Reservekapazität Cr,n in Minuten (min); dann handelt es sich genau genommen um den Kehrwert des C-Faktors, s. u.

Die Kapazität einer Batterie im oben genannten Sinn darf dabei nicht mit der elektrischen Kapazität eines Kondensators (auch Batterien haben eine elektrische Kapazität) verwechselt werden, die in Amperesekunden pro Volt (As/V) bzw. der Einheit Farad (F) angegeben wird.

## Allgemeines
Die entnehmbare Kapazität einer Batterie hängt vom Entladeverlauf ab, also vom Entladestrom, von der Entladeschlussspannung (der Spannung, bei der die Entladung beendet wird) und vom Entladungsgrad. Es ergeben sich verschiedene Entladungsarten:
- Entladung mit konstantem Strom
- Entladung über konstanten Widerstand
- Entladung mit konstanter Leistung
- u. v. a. m.

Je nach Entladeverlauf besitzt der Akkumulator eine andere Kapazität. In einer aussagekräftigen Angabe der Nennkapazität müssen daher sowohl der Entladestrom als auch die Entladeschlussspannung angegeben werden.
Generell nimmt die entnehmbare Kapazität einer Batterie mit zunehmendem Entladestrom ab. Dieser Effekt wird durch die Peukert-Gleichung beschrieben. Verantwortlich hierfür ist unter anderem der mit steigendem Strom zunehmende Spannungsabfall am Innenwiderstand der Batterie, der die Ausgangsspannung entsprechend absinken lässt, so dass die Entladeschlussspannung früher erreicht wird. Neben dem Innenwiderstand ist auch die begrenzte Geschwindigkeit der elektrochemischen Prozesse und Ladungstransportvorgänge in der Batterie für ihre sinkende Kapazität bei erhöhtem Entladestrom verantwortlich.
Wird nach einer anfänglichen Schnellentladung die Stromentnahme aber auf das Niveau einer Normalentladung reduziert, kann praktisch dieselbe Strommenge entnommen werden wie bei einer Normalentladung von Anfang an. Bei Akkumulatoren kann ein solcher Betrieb, bei dem mit nachlassender Akkuladung auch die Stromentnahme reduziert wird, aber nur in wenigen Fällen realisiert werden.
Um die Brauchbarkeitsdauer von Akkumulatoren zu beziffern, werden beim Aufladen z. T. typspezifische Ladeverfahren verwendet. Der Ladevorgang selbst wird durch einen Laderegler gesteuert.
Die Art der Zusammenschaltung mehrerer Batterien hat Einfluss auf die maximal entnehmbare Ladungsmenge (Kapazität) und die zur Verfügung stehende elektrische Spannung: so addieren sich bei der Reihenschaltung die Spannungen der einzelnen Batterien, hingegen bei der Parallelschaltung die Ladungsmengen.

## Abnahme während der Nutzung
Bei Akkumulatoren nimmt die Kapazität mit der Zeit auch bei sachgemäßer Nutzung aufgrund von chemischen Reaktionen (Alterung) ab. Dies wird auch als Degradation bezeichnet.
Zum einen kommt es durch die Lade- und Entladevorgänge an den Elektroden zu (nur teilweise reversiblen) elektrochemischen Vorgängen, die eine vollständige Aufladung oder Entladung behindern:
- Bleitechnologie: Sulfatierung, Kristallbildung
- Nickeltechnologie: Probleme wie Batterieträgheitseffekt
- Lithiumchemie: Elektrodenalterung durch unumkehrbare parasitäre chemische Reaktionen (kalendarische Lebensdauer).

Zum anderen stellen Nutzung und Lebensdauer meist gegensätzliche Anforderungen. Während die Belastbarkeit bei höheren Temperaturen durch die bessere Elektronenbeweglichkeit zunimmt, führt dies durch die höhere Reaktionsfähigkeit der Elektrodenmaterialien auch zu abnehmender Lebensdauer und Kapazität.
Entsprechend dem Wear Level, der Abnutzung des Akkumulators, sinkt im Verlauf der Nutzung die Ladekapazität und damit auch die Energiedichte. Die Lebensdauer von Akkumulatoren gibt die Anzahl von Lade-Entlade-Zyklen an, nach der der Akkumulator nur noch eine bestimmte Ladekapazität hat (im Allgemeinen 80 % der Nennkapazität). Die Normen DIN 43539 Teil 5 und IEC 896 Teil 2 geben dazu verschiedene Verfahren und Richtwerte an.
Als Indiz für die verbleibende Qualität eines Akkumulators kann die Leerlaufspannung dienen, die bei einem vollständig geladenen Akkumulator im Laufe der Lebensdauer ebenfalls sinkt.

## C-Faktor

### Allgemeine Beschreibung
Der C-Faktor, in der deutschsprachigen Literatur teilweise auch K-Faktor genannt, (englisch C factor) bestimmt die Bemessungskapazität eines Akkumulators (auch Akku oder wiederaufladbare Batterie). Darunter versteht man die entnehmbare Elektrizitätsmenge beziehungsweise die elektrische Ladung des Akkumulators in Amperestunden (Ah). Die Bemessungskapazität Cn wird mit der Dauer des Entladestromes IE angegeben, z. B. als C3, C5, C10, C20. Die Bemessungskapazität C3 gibt die Akkumulatorkapazität in Amperestunden (Ah) bei 3-stündigem Entladestrom an. C5 bei 5-stündigem, C10 bei 10-stündigem Ladestrom usw.
Der C-Faktor ist das Produkt des Entladesstroms IE und der Entladeszeit tE.
{\displaystyle C_{n}={I_{\mathrm {E} }}\cdot {t_{\mathrm {E} }}}
Der C-Faktor ist in der Anwendung deshalb von praktischer Bedeutung, weil er darüber Auskunft gibt, wie lange und wie stark ein Akkumulator belastet werden kann, ohne dass es zu einer Tiefentladung kommt beziehungsweise ohne Unterschreitung der Entladeschlussspannung. Mit der bloßen Angabe der Amperestunden (Ah) ist das nicht vollständig möglich.
Beispiel
Ein 12-V-Akkumulator mit 12 Ah und einer Bemessungskapazität C20 kann für 20 Stunden mit einem Strom von 0,6 A beansprucht werden. Das ergibt sich aus:
{\displaystyle I_{\mathrm {E} }={\frac {C_{n}}{t_{\mathrm {E} }}}={\frac {12\,\mathrm {Ah} }{20\,\mathrm {h} }}=0{,}6\,\mathrm {A} }
Hersteller können in diesem Zusammenhang für ein und denselben Akkumulator verschiedene Bemessungkapazitäten angeben, z. B. C3 9Ah, C5 10Ah, C20 12Ah.  Daraus lassen sich zwei Dinge erkennen: Zum einen sinkt die Belastungs- beziehungsweise Entladungszeit mit steigendem Entladestrom. Zum anderen sinkt auch die Akkukapazität in Amperestunden, wenn der Entladestrom zunimmt. Und zwar, weil bei höherem Stromverbrauch die internen Verluste im Akkumulator steigen. Dies zeigt sich vor allem an der stärkeren Erwärmung des Akkumulators.

## Weitere Faktoren

### Laderate C
Die Laderate C, sie ist nicht zu verwechseln mit den oben angeführten C-Faktor, dient zur Berechnung des (zulässigen) Ladestroms, welcher mit der Bemessungskapazität in Zusammenhang steht. Die Laderate C hat die Einheit h−1. Werte größer 1 erlauben eine Ladung des Akkumulators unter einer Stunde, Werte darunter Ladevorgänge mit über einer Stunde. Teilweise wird auf Akkumulatoren der maximale Ladestrom mit z. B. 0,3 C angegeben. In diesem Fall ist der errechnete Ladestrom auch der maximal zulässige Ladestrom Imax. Wird beispielsweise ein Akkumulator Cn = 1 Ah und einer zulässigen Laderate von 0,1 h−1 in 10 Stunden aufgeladen, so ist ein Ladestrom von 0,1 A notwendig und gleichzeitig auch maximal zulässig.
{\displaystyle I_{\mathrm {L} }=I_{\mathrm {max} }={C_{n}}\cdot {C}=1\,\mathrm {Ah} \cdot 0{,}1\,\mathrm {h} ^{-1}=0{,}1\,\mathrm {A} }

### Ladefaktor
Der Ladefaktor a eines Akkumulators beschreibt das Verhältnis zwischen elektrischer Ladung beim Laden zu elektrischer Ladung beim Entladen angibt.
{\displaystyle a={\frac {I_{\mathrm {L} }\cdot t_{\mathrm {L} }}{I_{\mathrm {E} }\cdot t_{\mathrm {E} }}}}
Mit dem Entladestrom {\displaystyle I_{\mathrm {E} }}, dem Ladestrom {\displaystyle I_{\mathrm {L} }}, der Entladezeit {\displaystyle t_{\mathrm {E} }} und der Ladezeit {\displaystyle t_{\mathrm {L} }}
Der Ladungsnutzungsgrad  ζ (Zeta) ist der Kehrwert des Ladefaktors und kann auch als ein Wirkungsgrad verstanden werden.
{\displaystyle \zeta ={\frac {1}{a}}}